# Ottília Braga Antipoff
Ottília Braga Antipoff nasceu em 1916. É natural de Visconde do Rio Branco, no estado de Minas Gerais. Foi psicóloga e educadora.

## Biografia
Ottília Braga Antipoff formou-se em 1935 pela Escola Normal Oficial de Visconde do Rio Branco. Até 1944 foi professora de Psicologia Infantil e Higiene Escolar nesta mesma escola. Casou-se com Daniel Antipoff, filho da educadora Helena Antipoff e mudou-se para Patos de Minas. Foi professora de Psicologia da Escola Normal Oficial de Patos de Minas entre os anos de 1946 e 1949. Transferiu-se para Belo Horizonte em 1949, passando a trabalhar no consultório médico-pedagógico do Instituto Pestalozzi, na clínica médico-pedagógica de Belo Horizonte, sob orientação do Dr. Fernando Magalhães Gomes, e como assistente técnica do Serviço de Orientação e Seleção Profissional – SOSP. Participou do curso intensivo de Psicologia Experimental em 1956, atividade ministrada por André Rey, professor da Universidade de Genebra, no Instituto Superior de Educação Rural – ISER. No ano seguinte, foi sócio-fundador da Sociedade Mineira de Psicologia, ocupando o cargo de segunda secretária.
Ottília iniciou sua formação acadêmica em Psicologia no ano de 1960 na Faculdade de Filosofia, Ciências e Letras Santa Maria, atual Pontifícia Universidade Católica de Minas GeraisPUC-MG, onde cursou três dos cinco anos de graduação,pois concluiu o curso na Universidade de São Paulo USP, no período em que acompanhou o marido a São José dos Campos, então contratado como psicólogo residente do Instituto Tecnológico da Aeronáutica – ITA , inspirada nos padrões da Escolinha de Arte do Brasil. Enquanto Ottília foi contratada como  psicóloga na clínica do Dr. Carlos Alberto Martins.
Em 1964, voltou a Belo Horizonte e participou da  fundação do Instituto de Psicologia Aplicada de Minas Gerais IPAMIG , trabalhando como chefe no setor clínico e foi responsável pela orientação psicopedagógica das classes especiais, entre 1973 e 1986. Foi professora de Psicologia e didática Especial do Rosário, em Ibirité entre 1969 e 1973 e também professora de Psicologia na Faculdade de Belo Horizonte. Nesse mesmo ano, foi sócio-fundador da Associação Milton Campos para o Desenvolvimento das Vocações –ADAV-, exercendo o cargo de vice presidente e responsável pelo setor de Psicologia.
Complementou sua formação profissional por diversos cursos de pós graduação, entre os quais o Curso de “Dinâmica de Grupo e Relações Humanas”, com duração de um ano, na USP; Curso de “Psicodrama”, orientado pelo Prof. Pierre Weil, na Faculdade de Filosofia, Ciências e Letras Santa Maria de Minas Gerais; Curso de “Aperfeiçoamento em Psicodrama”, orientado por Anne Ancelin Schutzemberger, da Sorbonne; Curso de “Educação de bem-dotados” com a professora Erika Landau, da Universidade de Israel; Formação Psicanalítica, supervisionada pelo professor Bernardo Blay, de São Paulo; Estágios no Laboratório de Psicologia do ISER, sob orientação de Helena Antipoff.
Com o marido Daniel Antipoff, Ottília fundou a Escola EDUC, voltada para o atendimento de crianças talentosas, em 1978. Ajudou a fundar o Centro de Documentação e Pesquisa Helena Antipoff – CDPHA – em 1980e em 90 foi membro-fundador da Escola da Serra e da Seccional de Minas Gerais da Associação Brasileira para Superdotados, sendo sua presidente entre 1996 e 1998. Publicou importantes artigos na Revista Brasileira de Estudos Pedagógicos e nos Boletins da Sociedade Pestalozzi ao longo de sua carreira e participou de congressos nacionais e internacionais como palestrante e monitora de minicursos, o primeiro em Roma, em 1958, e o último em 1998, quando apresentou o trabalho realizado pela ADAV. Continua atuando ao lado do marido na administração da EDUC.